# Escut de la Casa del Camarer
Escut de la Casa del Camarer és un monument del municipi de Lladó (Alt Empordà) inclòs en l'Inventari del Patrimoni Arquitectònic de Catalunya.

## Descripció
Escut esculpit en marbre blanc. És voltat per decoració floral que dibuixa moltes línies corbes, és simètrica. La part emblemàtica de l'escut es divideix en dues faixes i aquestes en tres cadascuna. La part superior esquerra té un petit escut amb representació animal, voltat de quatre flors de lis i tot dins un marc quadrangular amb vuit signes en "X"; al costat hi ha tres barres en relleu, la part superior dreta és malmesa. La part inferior esquerra té tres pinyes, al costat conc petites flors de lis; i al costat dret quatre barres horitzontals. El seu estat és de deteriorament progressiu, sobretot la part dreta i superior.

## Història
Està situat a la façana de l'antiga casa del cambrer, aquesta forma part de les dependències monacals que foren construïdes a la mateixa època que la basílica de Santa Maria, encara que l'escut ha de ser molt posterior.